# Granvia L'H
Granvia L'H est le nom du quartier d'affaires de L'Hospitalet de Llobregat, dans la zone métropolitaine de Barcelone.

## Historique
Le projet, dans les années 2000, est de faire de la Gran via, sur le territoire de L'Hospitalet, une zone d'affaires en adéquation avec la Fira de Barcelona.
La zone est limitrophe à l'ouest de la ville d'El Prat de Llobregat.

## Galerie

quartier d'affaires de L'Hospitalet de Llobregat
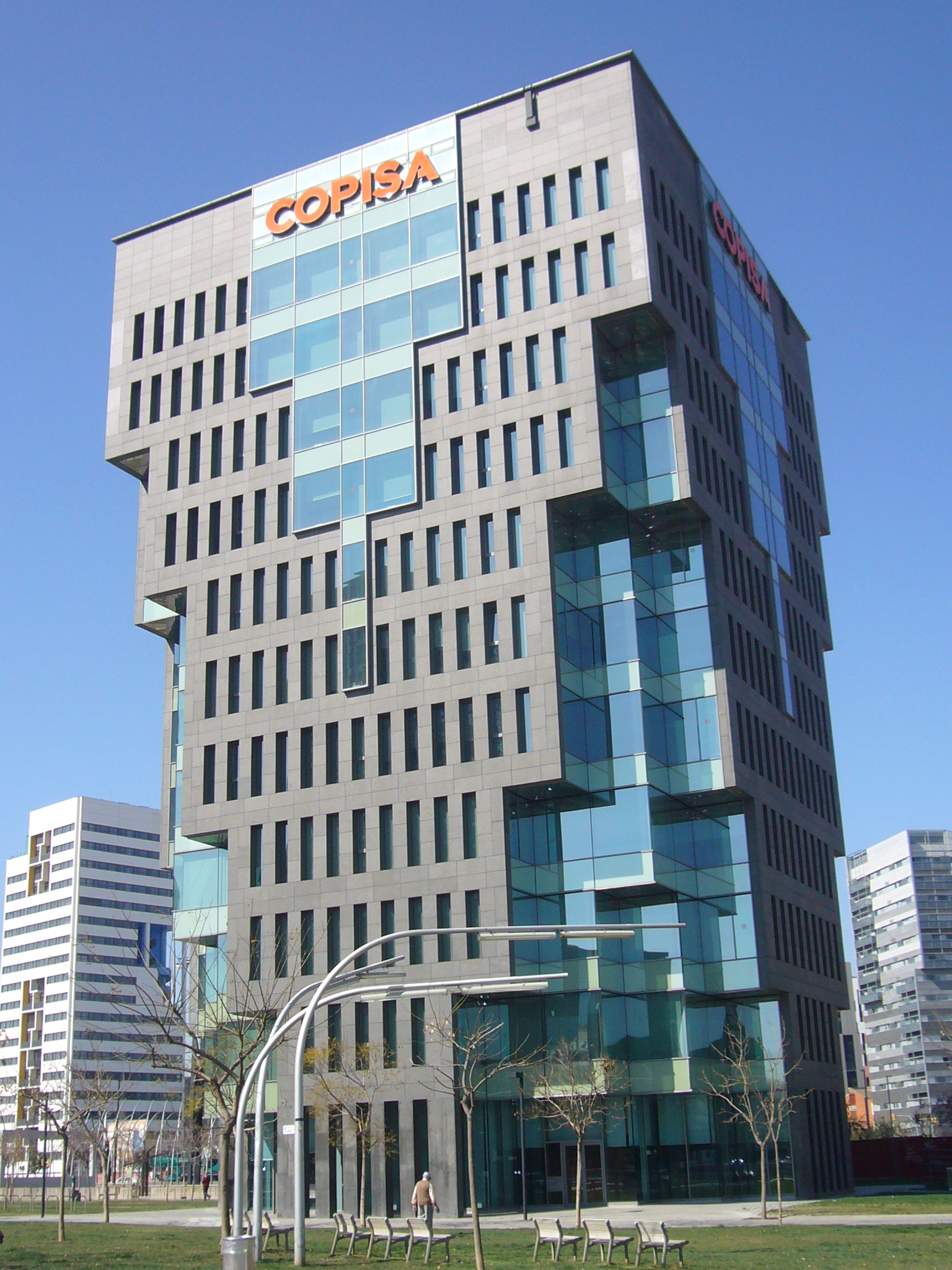
Tour Copisa, œuvre d'Òscar Tusquets.
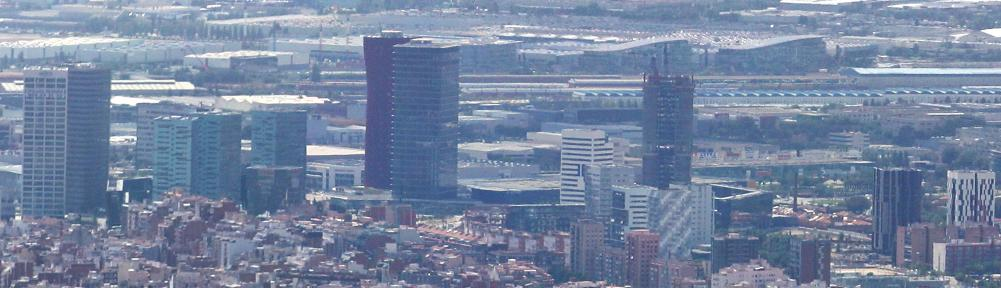
Vue du quartier d'affaires en 2010.
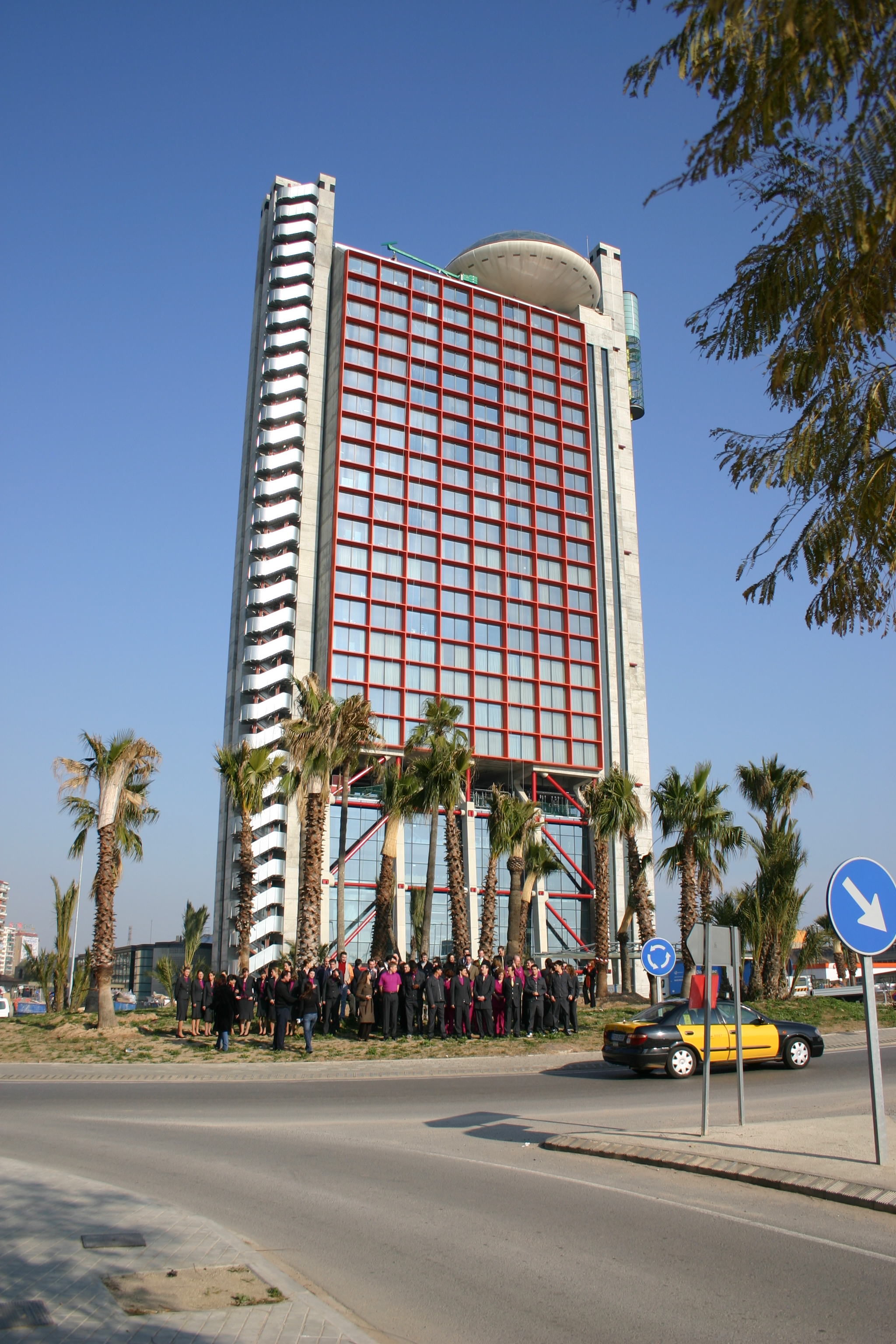
Hotel Hesperia Tower œuvre de Richard Rogers.